# Vivian Ellis (sportive)
Vivian Ellis, est une pilote britannique de char à voile. 

## Palmarès

### Championnats du monde
- Médaille d'or

### Championnats d'Europe
- Médaille d'or en 1981, à Hardelot,  France
- Médaille d'or en 1979, à Sankt Peter-Ording,  Allemagne
- Médaille d'or en 1978, à Lytham St Annes,  Royaume-Uni
- Médaille d'or en 1977, à Saint-Jean-de-Monts,  France
- Médaille d'or en 1974, à Lytham St Annes,  Royaume-Uni
- Médaille de bronze en 1973, à Berck,  France